# Franziska Boehm
Franziska Boehm (* 10. August 1980 in Ost-Berlin) ist eine deutsche Rechtswissenschaftlerin und Hochschullehrerin am Karlsruher Institut für Technologie. Boehm ist Expertin im Datenschutzrecht auf nationaler und internationaler, vor allem europäischer Ebene. Ein weiterer Forschungsschwerpunkt ist das Recht der IT-Sicherheit.

## Leben
Nach dem Abitur 2000 in Berlin nahm Boehm das Studium der Rechtswissenschaften an der Universität Frankfurt an der Oder auf. 2002 wechselte sie an die Universität Nizza Sophia-Antipolis und erwarb dort die französische Licence en droit. Ihr Jurastudium in Deutschland setzte sie im selben Jahr an der Universität Gießen fort. Dort legte sie 2006 ihr Erstes Juristisches Staatsexamen ab. 2007 erwarb sie in Gießen zudem den Titel Magister Juris Internationalis im Zweitstudiengang. Anschließend arbeitete sie als wissenschaftliche Mitarbeiter von Herwig Hofmann an dessen Lehrstuhl an der Universität Luxemburg und wurde dort im April 2011 mit einer Arbeit zum EU-Datenschutzrecht zur Dr. iur. (Docteur en droit) promoviert. Anschließend arbeitete sie parallel mit je einer halben Stelle als Postdoc am Interdisciplinary Centre for Security, Reliability and Trust der Universität Luxemburg sowie als wissenschaftliche Mitarbeiterin der luxemburgischen Datenschutzbehörde, bevor sie 2012 eine Juniorprofessur für IT-Recht am Institut für Informations-, Telekommunikations- und Medienrecht (ITM) an der Universität Münster antrat. Gleichzeitig war sie Lehrbeauftragte an der Universität Luxemburg. Seit 2015 ist Boehm Bereichsleiterin für Immaterialgüterrechte in verteilten Informations-Infrastrukturen beim FIZ Karlsruhe – Leibniz-Institut für Informationsinfrastruktur. Sie hat einen ordentlichen Lehrstuhl am Zentrum für angewandte Rechtswissenschaften an der Universität Karlsruhe inne.

## Werke (Auswahl)
Neben ihren eigenständigen wissenschaftlichen Veröffentlichungen wirkt sie als Kommentatorin in zwei Kommentaren zur Datenschutz-Grundverordnung mit. Für das Verfahren vor dem Europäischen Gerichtshof gegen das Safe-Harbor-Abkommen steuerte sie ein juristisches Gutachten bei.
- Information sharing and data protection in the Area of Freedom, Security and Justice – Towards harmonised data protection principles for EU-internal information exchange. Springer, Luxemburg 2012, ISBN 978-3-642-22391-4 (Dissertation).